# دسميد غريفيلي
دسميد غريفيلي (الاسم العلمي: Desmidium grevillei) هو نوع من الطحالب الخضراء يتبع جنس الدسميد من فصيلة الدسميدية.